# Водно оръдие
Водните оръдия са съоръжения за прицелно изхвърляне на струи вода под високо налягане. Използват се за гасене на пожари и за разгонване на тълпата при масови безредици. Водните оръдия обикновено се монтират на специализирани противопожарни автомобили и кораби, или на специализирани полицейски автомобили.
- Водни оръдия
- Водно оръдие на ОМОН в Москва
- Водно оръдие на полицията в Атина
- Противопожарно водно оръдие на кораб